# Superliga 2017-2018 (pallavolo femminile, Bulgaria)
La Superliga 2017-2018 si è svolta dal 20 ottobre 2017 al 25 marzo 2018: al torneo hanno partecipato sette squadre di club bulgare e la vittoria finale è andata per la quarta volta consecutiva al Marica.

## Regolamento

### Formula
Le squadre hanno disputato un girone all'italiana, con gare di andata e ritorno, per un totale di quattordici giornate; al termine della regular season:
- Tutte le squadre hanno acceduto ai play-off scudetto, strutturati in quarti di finale (a cui non ha partecipato la prima classificata), semifinali e finale, tutte giocate al meglio di due vittorie su tre gare.

### Criteri di classifica
Se il risultato finale è stato di 3-0 o 3-1 sono stati assegnati 3 punti alla squadra vincente e 1 a quella sconfitta, se il risultato finale è stato di 3-2 sono stati assegnati 2 punti alla squadra vincente e 1 a quella sconfitta.
L'ordine del posizionamento in classifica è stato definito in base a:
- Numero di partite vinte;
- Punti;
- Ratio dei set vinti/persi;
- Ratio dei punti realizzati/subiti.

## Squadre partecipanti
| Club         | Città        | Palazzetto                            | Stagione precedente                                |
| ------------ | ------------ | ------------------------------------- | -------------------------------------------------- |
| Beroe        | Stara Zagora | Hall Ivan Vazov Stara Zagora          | ?                                                  |
| CSKA Sofia   | Sofia        | Arena Samokov Sofia                   | 3ª in Superliga Quarti di finale play-off scudetto |
| Kazanlăk     | Kazanlăk     | Zala Arsenal Kazanlăk                 | 4ª in Superliga Semifinali play-off scudetto       |
| Levski Sofia | Sofia        | Hristo Botev Hall Sofia               | 6ª in Superliga Finale play-off scudetto           |
| Marica       | Plovdiv      | Zala Lauta Plovdiv                    | 1ª in Superliga Campione di Bulgaria               |
| Rakovski     | Dimitrovgrad | ?                                     | 2ª in Superliga Semifinali play-off scudetto       |
| Slavia Sofia | Sofia        | Palazzetto dello Sport Pondalov Sofia | 5ª in Superliga Quarti di finale play-off scudetto |

## Torneo

### Regular season

#### Risultati
| Prima giornata |                           |          |                     |
|                |                           |          |                     |
| Riposa:        | Kazanlak                  | Kazanlak | Kazanlak            |
| 20-10          | CSKA Sofia-Rakovski       | 3-0      | 25-22, 25-14, 25-20 |
| 21-10          | Slavia Sofia-Levski Sofia | 0-3      | 23-25, 19-25, 18-25 |
| 01-11          | Beroe-Marica              | 0-3      | 21-25, 15-25, 16-25 |

| Seconda giornata |                       |              |                                   |
|                  |                       |              |                                   |
| Riposa:          | Levski Sofia          | Levski Sofia | Levski Sofia                      |
| 28-10            | Kazanlak-Beroe        | 0-3          | 9-25, 19-2, 14-25                 |
| 15-11            | Marica-CSKA Sofia     | 3-2          | 25-20, 21-25, 25-16, 20-25, 17-15 |
| 28-11            | Slavia Sofia-Rakovski | 3-2          | 25-18, 25-23, 18-25, 22-25, 15-13 |

| Terza giornata |                       |       |                     |
|                |                       |       |                     |
| Riposa:        | Beroe                 | Beroe | Beroe               |
| 03-11          | Levski Sofia-Rakovski | 0-3   | 21-25, 13-25, 21-25 |
| 03-11          | CSKA Sofia-Kazanlak   | 3-0   | 25-23, 25-18, 25-21 |
| 04-11          | Slavia Sofia-Marica   | 0-3   | 8-25, 16-25, 20-25  |

| Quarta giornata |                       |          |                                   |
|                 |                       |          |                                   |
| Riposa:         | Rakovski              | Rakovski | Rakovski                          |
| 10-11           | Kazanlak-Slavia Sofia | 0-3      | 16-25, 19-25, 23-25               |
| 11-11           | Beroe-CSKA Sofia      | 2-3      | 25-17, 25-17, 16-25, 21-25, 12-15 |
| 28-11           | Marica-Levski Sofia   | 3-1      | 25-21, 19-25, 25-9, 25-21         |

| Quinta giornata |                       |            |                            |
|                 |                       |            |                            |
| Riposa:         | CSKA Sofia            | CSKA Sofia | CSKA Sofia                 |
| 17-11           | Levski Sofia-Kazanlak | 3-1        | 25-19, 25-17, 22-25, 25-9  |
| 18-11           | Slavia Sofia-Beroe    | 1-3        | 16-25, 25-22, 15-25, 18-25 |
| 18-11           | Rakovski-Marica       | 0-3        | 20-25, 16-25, 16-25        |

| Sesta giornata |                         |        |                            |
|                |                         |        |                            |
| Riposa:        | Marica                  | Marica | Marica                     |
| 23-11          | Beroe-Levski Sofia      | 1-3    | 30-28, 22-25, 20-25, 25-27 |
| 24-11          | CSKA Sofia-Slavia Sofia | 3-0    | 26-24, 25-18, 25-19        |
| 25-11          | Kazanlak-Rakovski       | 1-3    | 20-25, 15-25, 25-22, 22-25 |

| Settima giornata |                         |              |                            |
|                  |                         |              |                            |
| Riposa:          | Slavia Sofia            | Slavia Sofia | Slavia Sofia               |
| 01-12            | Rakovski-Beroe          | 0-3          | 20-25, 14-25, 28-30        |
| 02-12            | Marica-Kazanlak         | 3-1          | 25-18, 25-13, 22-25, 25-11 |
| 02-12            | Levski Sofia-CSKA Sofia | 3-0          | 26-24, 25-17, 25-18        |

| Ottava giornata |                           |          |                            |
|                 |                           |          |                            |
| Riposa:         | Kazanlak                  | Kazanlak | Kazanlak                   |
| 19-01           | Rakovski-CSKA Sofia       | 0-3      | 19-25, 21-25, 19-25        |
| 20-01           | Levski Sofia-Slavia Sofia | 3-0      | 25-18, 25-16, 25-19        |
| 20-01           | Marica-Beroe              | 3-1      | 25-22, 23-25, 25-20, 25-18 |

| Nona giornata |                       |              |                                   |
|               |                       |              |                                   |
| Riposa:       | Levski Sofia          | Levski Sofia | Levski Sofia                      |
| 26-01         | Beroe-Kazanlak        | 3-0          | 25-15, 25-22, 25-18               |
| 27-01         | Rakovski-Slavia Sofia | 3-2          | 25-17, 25-17, 22-25, 23-25, 15-11 |
| 15-02         | CSKA Sofia-Marica     | 0-3          | 12-25, 20-25, 20-25               |

| Decima giornata |                       |       |                                   |
|                 |                       |       |                                   |
| Riposa:         | Beroe                 | Beroe | Beroe                             |
| 02-02           | Kazanlak-CSKA Sofia   | 0-3   | 18-25, 18-25, 24-26               |
| 02-02           | Rakovski-Levski Sofia | 3-2   | 25-19, 21-25, 12-25, 25-13, 15-12 |
| 03-02           | Marica-Slavia Sofia   | 3-0   | 25-12, 25-6, 25-18                |

| Undicesima giornata |                       |          |                                   |
|                     |                       |          |                                   |
| Riposa:             | Rakovski              | Rakovski | Rakovski                          |
| 09-02               | CSKA Sofia-Beroe      | 1-3      | 27-25, 13-25, 20-25, 10-25        |
| 10-02               | Levski Sofia-Marica   | 1-3      | 16-25, 25-17, 17-25, 16-25        |
| 10-02               | Slavia Sofia-Kazanlak | 2-3      | 25-20, 25-17, 23-25, 20-25, 10-15 |

| Dodicesima giornata |                       |            |                            |
|                     |                       |            |                            |
| Riposa:             | CSKA Sofia            | CSKA Sofia | CSKA Sofia                 |
| 16-02               | Beroe-Slavia Sofia    | 3-0        | 13-25, 17-25, 16-25        |
| 17-02               | Kazanlak-Levski Sofia | 2-3        | 22-25, 27-25, 25-23, 15-25 |
| 17-02               | Rakovski-Marica       | 0-3        | 19-25, 22-25, 18-25        |

| Tredicesima giornata |                         |        |                     |
|                      |                         |        |                     |
| Riposa:              | Marica                  | Marica | Marica              |
| 23-02                | Levski Sofia-Beroe      | 3-0    | 27-25, 25-16, 26-24 |
| 24-02                | Slavia Sofia-CSKA Sofia | 0-3    | 16-25, 15-25, 15-25 |
| 24-02                | Rakovski-Kazanlak       | 3-0    | 25-22, 25-23, 25-22 |

| Quattordicesima giornata |                         |              |                                  |
|                          |                         |              |                                  |
| Riposa:                  | Slavia Sofia            | Slavia Sofia | Slavia Sofia                     |
| 13-02                    | Kazanlak-Marica         | 0-3          | 13-25, 17-25, 16-25              |
| 01-03                    | Beroe-Rakovski          | 3-0          | 25-15, 25-20, 25-13              |
| 01-03                    | CSKA Sofia-Levski Sofia | 2-3          | 25-27, 17-25, 25-20, 27-25, 2-15 |

#### Classifica
| Pos. | Squadra      | Pt | G  | V  | P  | SV | SP | Ratio | PF    | PS    | Ratio |
| ---- | ------------ | -- | -- | -- | -- | -- | -- | ----- | ----- | ----- | ----- |
| 1.   | Marica       | 35 | 12 | 12 | 0  | 36 | 6  | 6.000 | 1 014 | 744   | 1.362 |
| 2.   | Levski Sofia | 23 | 12 | 8  | 4  | 28 | 18 | 1.555 | 1 030 | 956   | 1.077 |
| 3.   | CSKA Sofia   | 22 | 12 | 7  | 5  | 26 | 17 | 1.529 | 929   | 914   | 1.016 |
| 4.   | Beroe        | 22 | 12 | 7  | 5  | 25 | 17 | 1.470 | 978   | 855   | 1.143 |
| 5.   | Rakovski     | 14 | 12 | 5  | 7  | 17 | 26 | 0.653 | 895   | 953   | 0.939 |
| 6.   | Slavia Sofia | 7  | 12 | 2  | 10 | 11 | 32 | 0.343 | 801   | 1 000 | 0.801 |
| 7.   | Kazanlăk     | 3  | 12 | 1  | 11 | 8  | 35 | 0.228 | 808   | 1 033 | 0.782 |

| Qualificata ai play-off scudetto |

### Play-off scudetto

#### Tabellone
|  | Quarti di finale | Quarti di finale | Quarti di finale | Quarti di finale | Quarti di finale |  |  | Semifinali | Semifinali   | Semifinali   | Semifinali   | Semifinali   |   |   | Finale | Finale | Finale | Finale | Finale |  |
|  |                  |                  |                  |                  |                  |  |  |            |              |              |              |              |   |   |        |        |        |        |        |  |
|  | -                | -                | -                | -                | -                |  |  |            |              |              |              |              |   |   |        |        |        |        |        |  |
|  | -                | -                | -                | -                | -                |  |  | 1          | Marica       | Marica       | 3            | 3            |   |   |        |        |        |        |        |  |
|  | 4                | Beroe            | Beroe            | 3                | 3                |  |  | 4          | Beroe        | Beroe        | 0            | 1            |   |   |        |        |        |        |        |  |
|  | 5                | Rakovski         | Rakovski         | 1                | 1                |  |  |            |              |              |              |              |   |   | 1      | Marica | Marica | 3      | 0      |  |
|  | 2                | Levski Sofia     | Levski Sofia     | 3                | 3                |  |  |            |              | 2            | Levski Sofia | Levski Sofia | 3 | 0 |        |        |        |        |        |  |
|  | 7                | Kazanlăk         | Kazanlăk         | 0                | 0                |  |  | 2          | Levski Sofia | Levski Sofia | 3            | 3            |   |   |        |        |        |        |        |  |
|  | 3                | CSKA Sofia       | CSKA Sofia       | 3                | 3                |  |  | 3          | CSKA Sofia   | CSKA Sofia   | 1            | 1            |   |   |        |        |        |        |        |  |
|  | 6                | Slavia Sofia     | Slavia Sofia     | 0                | 0                |  |  |            |              |              |              |              |   |   |        |        |        |        |        |  |

#### Risultati
| Quarti di finale |                         |     |                            |
|                  |                         |     |                            |
| 09-03            | Levski Sofia-Kazanlak   | 3-0 | 25-21, 25-13, 25-14        |
| 09-03            | CSKA Sofia-Slavia Sofia | 3-0 | 25-6, 25-21, 25-21         |
| 09-03            | Beroe-Rakovski          | 3-1 | 25-11, 25-22, 18-25, 25-16 |

| 11-03 | Kazanlak-Levski Sofia   | 0-3 | 15-25, 20-25, 22-25        |
| 11-03 | Slavia Sofia-CSKA Sofia | 0-3 | 12-25, 15-25, 17-25        |
| 10-03 | Rakovski-Beroe          | 1-3 | 22-25, 14-25, 25-20, 17-25 |

| Semifinali |                        |     |                            |
|            |                        |     |                            |
| 13-03      | Marica-Beroe           | 3-0 | 25-19, 25-16, 25-16        |
| 13-03      | Levsi Sofia-CSKA Sofia | 3-1 | 25-16, 25-15, 21-25, 25-22 |

| 16-03 | Beroe-Marica            | 1-3 | 26-24, 21-25, 13-25, 22-25 |
| 16-03 | CSKA Sofia-Levski Sofia | 1-3 | 26-24, 21-25, 13-25, 22-25 |

| Finale |                     |     |                            |
|        |                     |     |                            |
| 21-03  | Marica-Levski Sofia | 3-0 | 25-23, 25-18, 25-23        |
| 25-03  | Levski Sofia-Marica | 0-3 | 27-25, 10-25, 16-25, 18-25 |

## Verdetti
| Squadra      | Qualificazione           |
| ------------ | ------------------------ |
| Marica       | Champions League 2018-19 |
| Levski Sofia | Coppa CEV 2018-19        |
| Beroe        | Challenge Cup 2018-19    |